# Challenger Banque Nationale de Granby 1995
Il Challenger Banque Nationale de Granby 1995 è stato un torneo di tennis facente parte della categoria ATP Challenger Series nell'ambito dell'ATP Challenger Series 1995. Il torneo si è giocato a Granby in Canada dal 17 al 23 luglio 1995 su campi in cemento.
È stata la terza edizione del torneo, la prima giocata a Granby, i due anni precedenti l'evento si era tenuto a Montebello, sempre in Canada, ed era noto come Montebello Challenger.

## Vincitori

### Singolare
Robbie Weiss ha battuto in finale  Sargis Sargsian con il punteggio di 6–2, 6–2.

### Doppio
Brian MacPhie /  Sandon Stolle hanno battuto in finale  Mark Knowles /  Daniel Nestor per walkover.